# Первое сражение в Тембьене
Первое сражение в Тембьене (ит. Prima battaglia del Tembien) — сражение в январе 1936 года на северном фронте Второй итало-эфиопской войны на территории тогдашней провинции Тембьен в Эфиопии между итальянскими войсками маршала Пьетро Бадольо и эфиопскими войсками расов Касса и Сейюма. После этого сражения стратегическая инициатива в военных операциях перешла к итальянцам.
После «Рождественского наступления» эфиопской армии итальянцы начали реализовывать план возобновить своё наступление на «северном фронте». Помимо разрешения на использование отравляющего газа, Бадольо получил дополнительные сухопутные войска. В начале 1936 года в Эритрею прибыли части итальянского III и IV корпуса. К середине января Бадольо был готов возобновить наступление на столицу Эфиопии.
Против итальянских войск находились три группировки эфиопской армии общей численностью около 70 000 человек, которые, повсюду находясь на холмах, наблюдали за итальянскими позициями и регулярно атаковали их. Бадольо решил, что сначала ему придется разобраться с войсками расов Касса и Сейюма. 19 января, за день до начала наступления в Тембьене, Бадольо приказал генералу Этторе Бастико, командующему III корпусом, выдвинуться из Мэкэле и занять Небри и Негаду. Таким образом была перекрыта дорога к расу Мулугете, не дав ему послать подкрепление к расам Кассе и Сейюме во время контрнаступления.
Контрнаступление итальянцев начало развиваться 20 и 21 января. Слева авангард 2-я эритрейской дивизии продвигался двумя колоннами через район вокруг перевала Абаро. Справа авангард дивизии «28 Октября» наступал к ручью Белес. Итальянский III корпус удерживал Небри и Негаду.
Колонна чернорубашечников численностью 1500 человек под командованием генерала Филиппо Диаманти вышла из укреплений перевала Уарьеу, пересекла ручей Белес и продолжила движение в район Дарана, где подверглась нападению противника. Люди Диаманти, оставив на поле боя более 260 убитых, и окруженные превосходящими силами, начали отход назад, к перевалу Уарьеу, где они к полудню 22 января были окружены и осаждены вместе с другими частями дивизии «28 Октября». К концу дня авангард 2-й эритрейской дивизии также отступил на позиции у перевала Абаро. Бадольо приказал основным силам дивизий подкрепить и выручить свои передовые части.
В течение трех дней эфиопы, имевшие значительное численное превосходство, волна за волной атаковали итальянцев на перевале Уарьеу. У итальянцев не хватало воды и боеприпасов, однако они упорно отражали атаки противника при поддержке своих ВВС, которые сбрасывали бомбы, в том числе и с горчичным газом, на дороги, по которым подходили эфиопские войска, и их лагеря. На третий день появились силы помощи, и защитников перевала сменила 2-я эритрейская дивизия генерала Акилле Ваккариси. Эфиопы отступили. Вынуждена была начать отход и объединенная группа расов Иммру и Айелу.
Хотя армии раса Кассы и раса Сейюма отступили из района вокруг перевала Уарьеу, они не были уничтожены и все еще удерживали провинцию Тембьен. Однако угроза, которую армии эфиопского центра представляли для I и III корпусов, была нейтрализована, и теперь Бадольо мог обратить свое внимание на правый фланг эфиопов и раса Мулугету. Бадольо считал сражение успешным: эфиопское наступление было предотвращено, их армии потеряли трудновосполнимые боеприпасы и понесли большие потери. После этой битвы военная инициатива всегда оставалась у итальянцев.